# 光ほのか
『光ほのか』（ひかりほのか、フランス語: Douce Lumière）は、フランスの小説家マルグリット・オードゥーによる、文学作品の一つ。オードゥーの自伝的な要素を含み、彼女が生前著した最後の作品となった。貧しく報われない環境で誠実に生きる女主人公ほのか（原作ではDouce。フランス語で優しい、あたたかいの意。なお彼女の姓であるLumièreは光の意）の姿を描く。
1956年、堀口大學によって日本に紹介された。

## あらすじ
ほのかは人を憎むことができない、歌うことの大好きな少女である。ほのかの母は彼女を産んで間もなく亡くなり、父は母の後を追って自殺した。ただ一人の肉親である祖父はほのかの父を愛するあまりほのかを憎みながら育てていた。ほのかは近所に住む裕福な少年ノエルと仲良くなり、毎日のように二人で遊ぶ。成長した二人は恋に落ち、結婚を考えるようになるが、ノエルの兄の策略によって二人に亀裂が生まれ、ノエルはほのかから離れていく。
ほのかはパリに行き、針子となって生計を立てるようになる。ある日彼女のアパートの隣にオルガン弾きのジャックが引っ越してくる。彼は女優になると言って去って行った妻が忘れられないままに病弱な娘のクリスティヌと二人で暮らしていた。ほのかとジャックは惹かれ合うようになるが、ほのかはノエルを、ジャックは妻を忘れられずに苦悩するばかりで素直に愛し合うことができない。やがてクリスティヌは看護婦となって戦場に向かい、ある青年の子を流産して死んでしまう。ジャックは精神を病み、ほのかに看取られながらこの世を去るのだった。

## 主な日本語訳
- 『光ほのか』新潮社 堀口大學 1956年 のち文庫
- 『夢みる天使』岡上鈴江訳 偕成社 少女名作シリーズ 1973年